# Ливонија (Мичиген)
Ливонија (енгл. Livonia) град је у америчкој савезној држави Мичиген. По попису становништва из 2010. у њему је живело 96.942 становника.

## Демографија
Према попису становништва из 2010. у граду је живело 96.942 становника, што је -3.603 (-3.6%) становника више него 2000. године.
|                   | 2010.           | 2000.            |
| Укупно            | 96 942 (100,0%) | 100 545 (100,0%) |
| Белци             | 87 332 (90,09%) | 94 651 (94,14%)  |
| Афроамериканци    | 3 309 (3,413%)  | 951 (0,946%)     |
| Азијати           | 2 459 (2,537%)  | 1 951 (1,940%)   |
| Хиспаноамериканци | 2 399 (2,475%)  | 1 731 (1,722%)   |
| Остали            | 1 443 (1,489%)  | 1 261 (1,254%)   |